# Tenge
Tenge (T - tenge / теңге) är den valuta som används i Kazakstan i Asien. Valutakoden är KZT. 1 Tenge = 100 tiyn / тиын.
Valutan infördes i november 1993 och ersatte den tidigare ryska rubeln och har fått sitt namn efter ordet tengse som betyder "jämvikt” eller "balans".

## Användning
Valutan ges ut av National Bank of Kazakhstan / Қазақстан Ұлттық Банкі - NBoK som grundades 1993 och har huvudkontoret i Astana.

## Valörer
- Mynt: 1, 2, 5, 10. 20, 50 och 100 Tenge
- Underenhet: används ej, tidigare tiyn
- Sedlar: 1, 3, 5, 10, 20, 50, 100, 200, 500, 1 000, 2 000, 5 000 och 10 000 KZT

## Commemorative banknotes
- 5000 tenge (2008)

 1000 tenge commemorative banknote for 2010 year - the Chairmanship of Kazakhstan in OSCE 